# Hyloniscus mariae
Hyloniscus mariae är en kräftdjursart som beskrevs av Karl Wilhelm Verhoeff 1909. Hyloniscus mariae ingår i släktet Hyloniscus och familjen Trichoniscidae. Inga underarter finns listade i Catalogue of Life.